# Angebotsschwelle
Die Angebotsschwelle ist der Preis, der für ein Gut mindestens erzielt werden muss, damit der Produzent bereit ist, es zu verkaufen. Der Preis für die Angebotsschwelle errechnet sich hierbei aus den Vorkosten für den Materialeinkauf, den Kosten der Materiallogistik, den Produktionskosten sowie dem Gewinnaufschlag des Produzenten.
Bei komplexen Produkten mit hohen Vorkosten für Materialeinkauf und Materiallogistik kommen weitere Kostenarten wie etwa Wechselkurssicherungsgeschäfte hinzu.